# تنگ ارم
تنگ ارم،شهری در استان بوشهر و مرکز بخش ارم از توابع شهرستان دشتستاناست.
بر اساس آمار رسمی سرشماری سال ۱۳۹۰ جمعیت آن ۳۱۸۳نفر (۷۳۱خانوار) می‌باشد.

## موقعیت
تنگ ارم جغرافیایی کوهستانی از ادامه سلسله جبال زاگرس بوده با دشت‌های زود بازده کشاورزی و باغات سرسبز و ارتفاع آن از سطح دریا ۸۵۹ متر می‌باشد.
تنها نقطه برف گیر در استان بوشهر بوده و یکی ازمناطق خوش آب و هوای استان بوشهر است و قطب تولید گندم استان می‌باشد و کشت صیفی جات مانند گوجه فرنگی،هندوانه،و..در آن صورت میگیرد  

## مشخصات
تنگ ارم شهری در استان بوشهر و در نزدیکی مرز با استان فارس قرار دارد.
این شهر ضمن برخورداری از آب و هوایی نسبتاً مناسب، با داشتن مکان‌های تاریخی چندی از جمله آبشار فاریاب، کوه شتری، سدهای ارم و کوشک اردشیر و گور دختر در پشت پر (بزپر) گردشگران زیادی را جذب می‌نماید.

## تصاویر

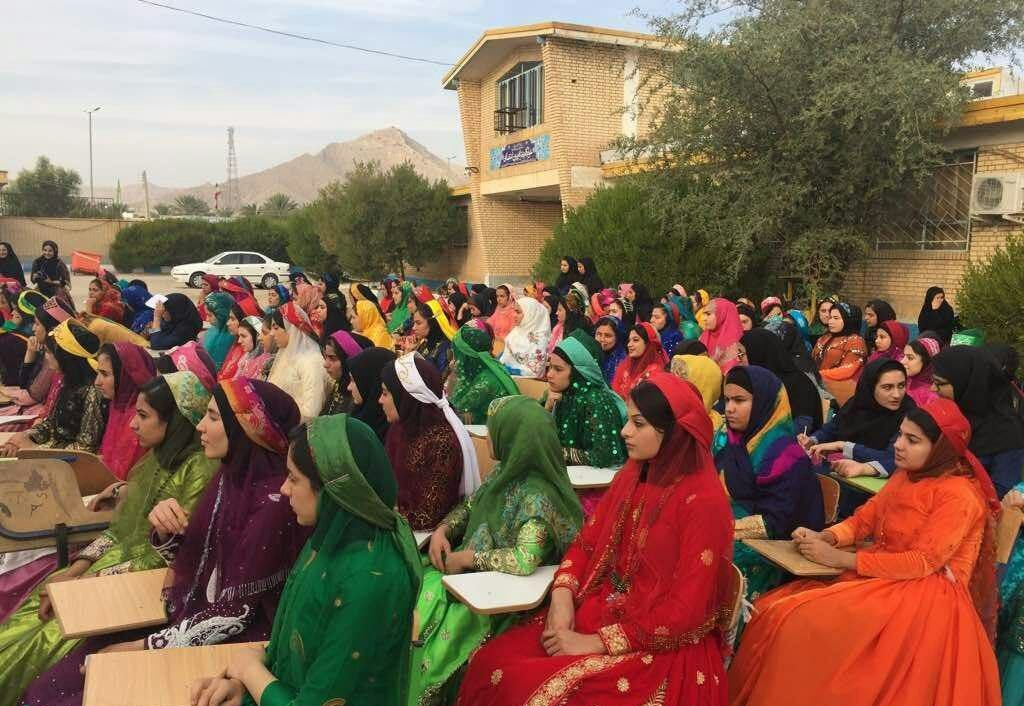
حضور دانش‌آموزان دبیرستان شبانه‌روزی با پوشاک لری جنوبی بر سرکلاس درس